# Nélida Béjar
Nélida Béjar (Múnich; 28 de junio de 1979) es una compositora española.

## Biografía
Nélida Béjar completó estudios superiores de música en el Conservatorio Superior de Música de Múnich (Hochschule für Musik und Theater München), y de composición con Wilfried Hiller en el conservatorio Richard Strauss (Richard-Strauss-Konservatorium München) de Múnich.
En el marco de un Ph.D. en composición musical, el cual absolvió en 2012, estudió con Donnacha Dennehy en el Trinity College (Dublín).
En 2009 fundó con el director de teatro Björn Potulski el grupo undercoverfiction ensemble de música contemporánea y teatro musical contemporáneo.

## Obras (Selección)
Orquesta
- Kilter para orquesta (2007)

Música de cámara
- Nachtschattenklänge para dos pianos y percusión (2002)
- Cortaziana para barítono y 14 músicos (2005)[1]
- In der Sonne trage schwarz para octeto de viento y contrabajo (2008)[2]

Música de escena
- Creation, para piano y electrónica (2007)
- Exodus, para violín procesado electrónicamente en tiempo real (2008)[3]

Teatro musical
- Zum Ewigen Frieden – Ein Abgesang, para 7 instrumentos y electrónica en tiempo real (2010)[4]
- Schwerer als Luft, ópera coreográfica para 12 instrumentos y un coro de trabajadores de aeropuerto (2012)[5]
- This New Ocean, ópera para 15 instrumentos, soprano, alto, contratenor, tenor, bajo y coro mixto (2014)[6]
- Die Stadt, teatro musical para soprano, coro mixto, sintetizador y batería[7]

## Premios y becas
- 2004 Becaria en la Cité Internationale des Arts Paris
- 2005 Richard Strauss-Stipendium de la ciudad de Múnich
- 2007-2008 Becaria en el Internationales Künstlerhaus Villa Concordia en Bamberg
- 2011 Premio de música de la ciudad de Múnich[8]

## Discografía
- „Punkt 11“ neue und neuere Musik (obras de Edlund, Béjar, Xenakis, Hosokawa, Rihm, Ishii, Gourzi, Trüstedt/Schäffer), Hochschule für Musik und Theater München / Bayerischer Rundfunk, 2003[9]
- Singphonic Christmas, Die Singphoniker (2005)[10]
- 9 Fanfaren, grupo de viento del RSK, publicado en el libro sobre el aniversario del Deutsches Museum Múnich (2004)